# Una Dillon
Agnes Joseph Madeline Dillon (n. 8 ianuarie 1903, Greater London, Anglia, Regatul Unit al Marii Britanii și Irlandei – d. 4 aprilie 1993, Hove, Anglia, Regatul Unit), cunoscută sub numele de Una Dillon, a fost o librăreasă britanică. Ea a fondat compania Dillons Booksellers.

## Biografie
Agnes Joseph Madeline Dillon s-a născut în Cricklewood și a fost cunoscută sub numele de „Una”. Părinții ei erau Teresa și Joseph Thomas Dillon. A beneficiat, alături de cei cinci frați, de o educație de bună calitate furnizată de părinții lor catolici. Fratele ei mai mare a murit în timpul Primului Război Mondial, o soră a devenit călugăriță și un alt frate a emigrat. Carmen, Agnes (Una) și Teresa au fost lăsate să-și îndeplinească propriile aspirații. Una Dillon a lucrat pentru organizația de binefacere cunoscută sub numele de Mind care se ocupa cu organizarea bibliotecilor. I-a plăcut această activitate și a decis să lucreze în comerțul de cărți. Părinții ei i-au împrumutat bani și ea a cumpărat un magazin pe care credea că-l poate dezvolta.
Una Dillon a fondat în 1932 librăria Dillons Booksellers, care a fost mutată în 1936 într-o clădire cumpărată pe Gower Street din Londra, lângă University College London. Inițial ea a livrat personal cărțile, deplasându-se cu bicicleta timp de opt ore pe zi. Afacerea ei a înflorit, iar printre clienții și prietenii ei s-au numărat C. Day Lewis, poetul John Betjeman și alți bibliofili.
Ea a vândut ulterior, în 1956, Universității din Londra majoritatea părților sociale pe care le deținea în cadrul Dillons Booksellers, cu condiția ca universitatea să păstreze numele companiei. Una Dillon s-a retras din afacere în 1968.
Nici una dintre cele trei surori Dillon nu s-a căsătorit și au locuit 42 de ani împreună într-un apartament mare din Kensington. Tess Dillon a condus departamentul de fizică de la Colegiul Queen Elizabeth. În 1985 Una s-a retras la Hove, împreună cu sora ei, Carmen. Carmen a devenit scenografă de film și a câștigat un premiu Oscar pentru decorurile din filmul Hamlet (1948) al lui Laurence Olivier. Una a murit în 1993. Carmen i-a supraviețuit surorii sale și a murit în 2000.